# Geum reptans
Geum reptans är en rosväxtart som beskrevs av Carl von Linné. Geum reptans ingår i släktet nejlikrotsläktet, och familjen rosväxter. Inga underarter finns listade i Catalogue of Life.

## Bildgalleri

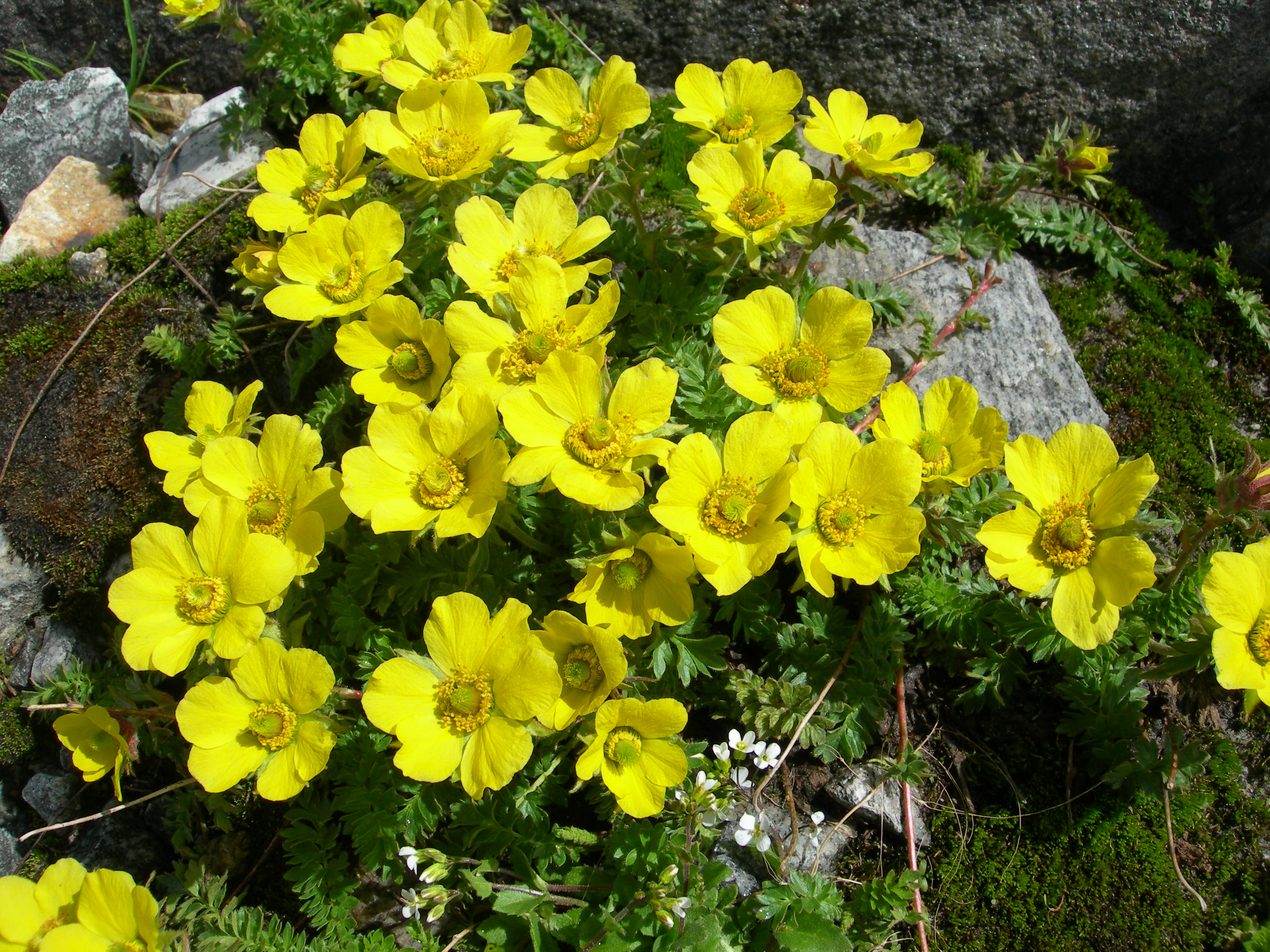
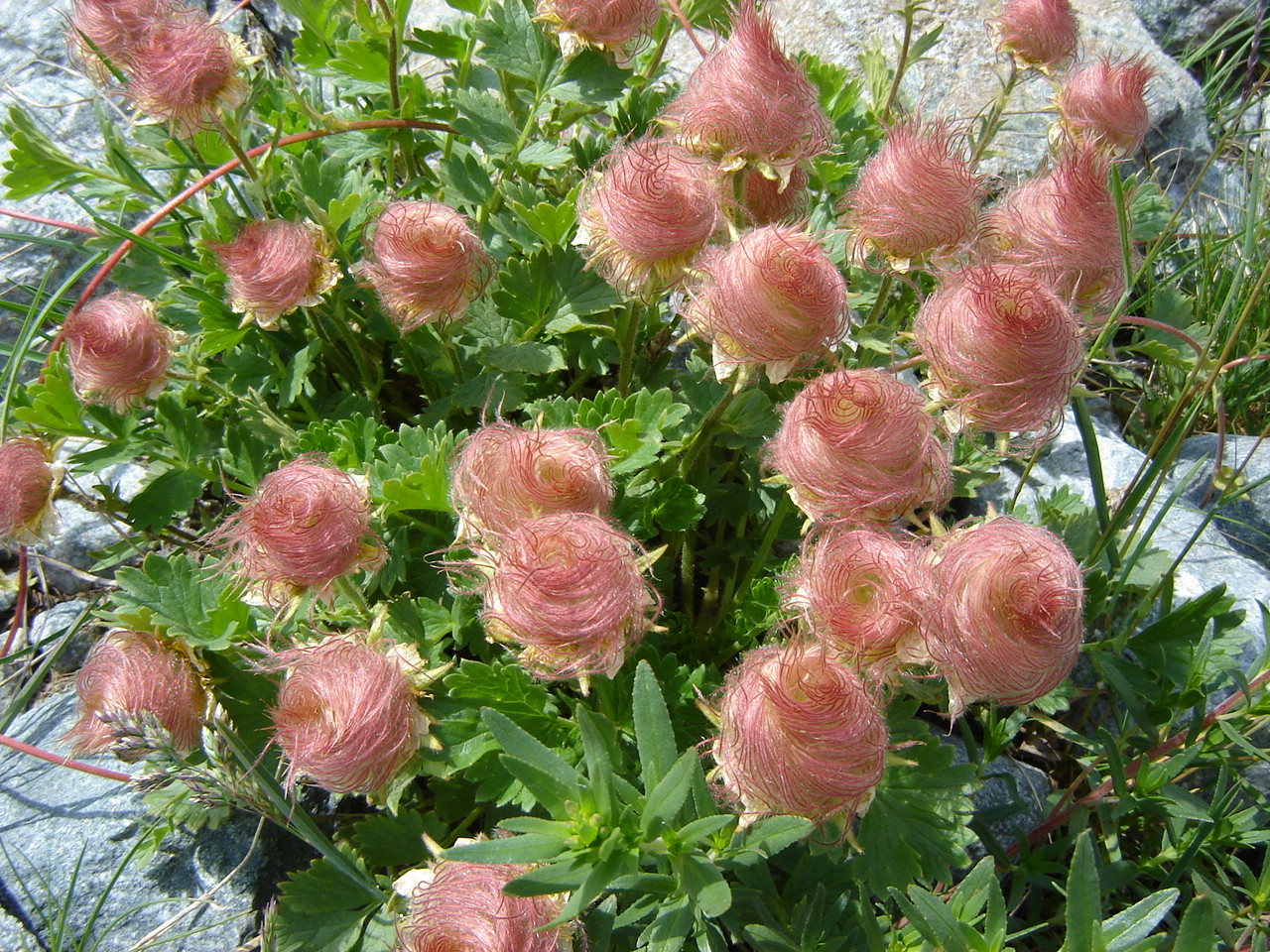
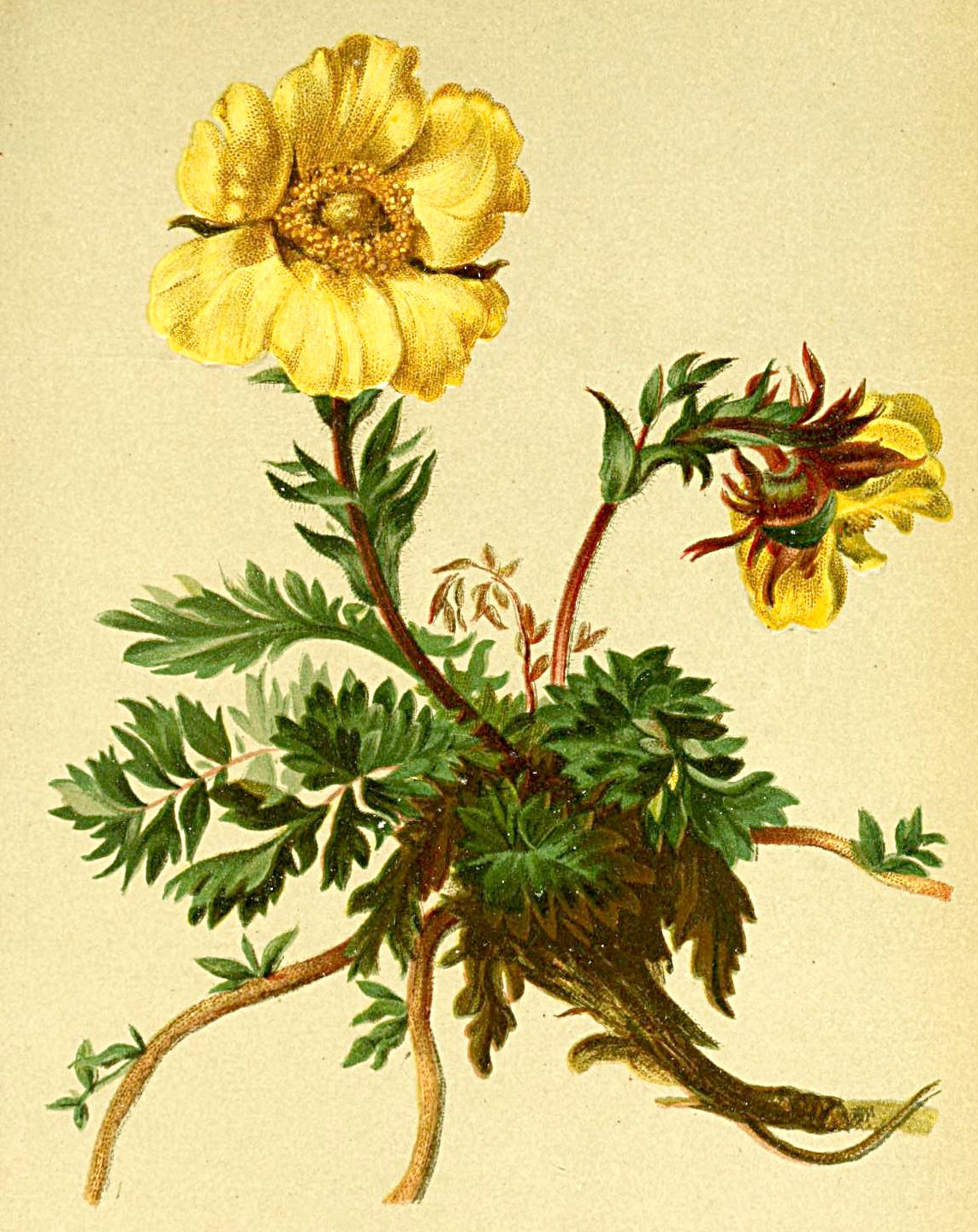
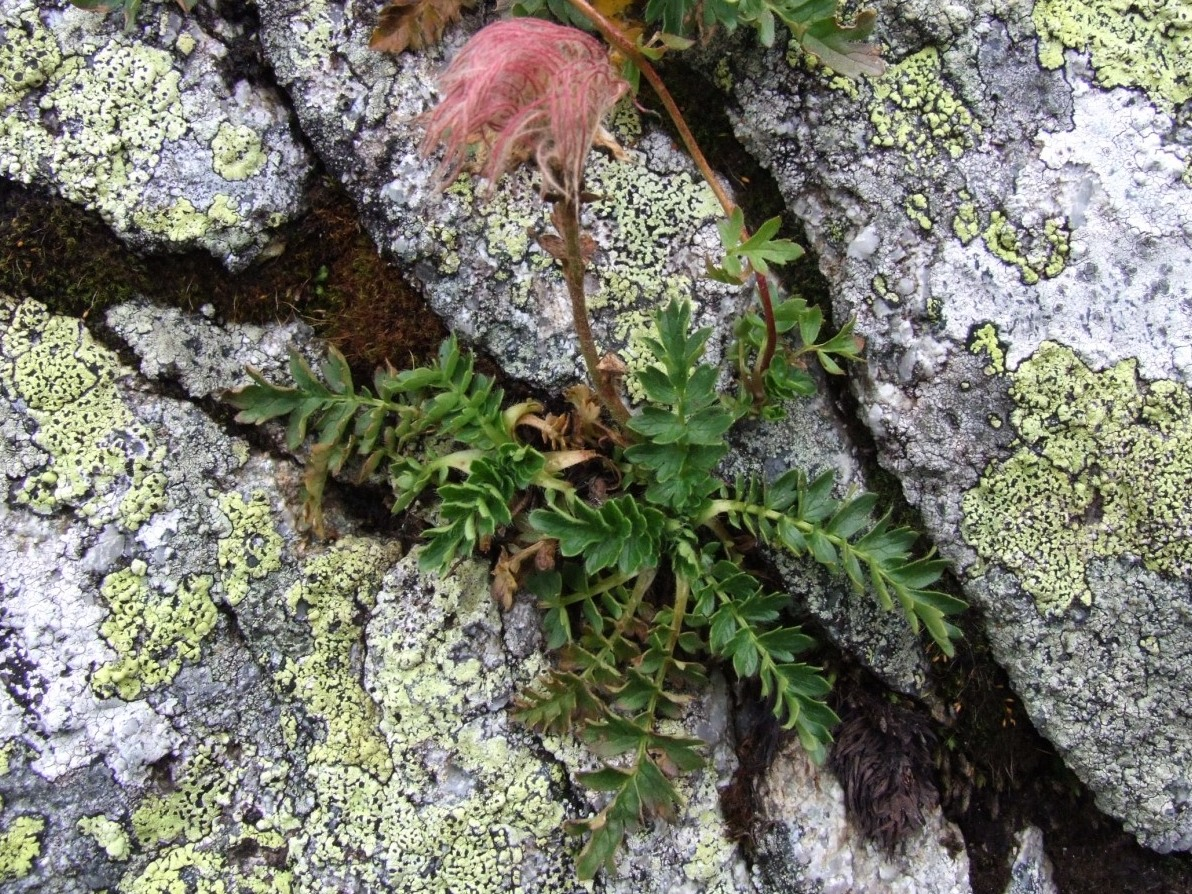
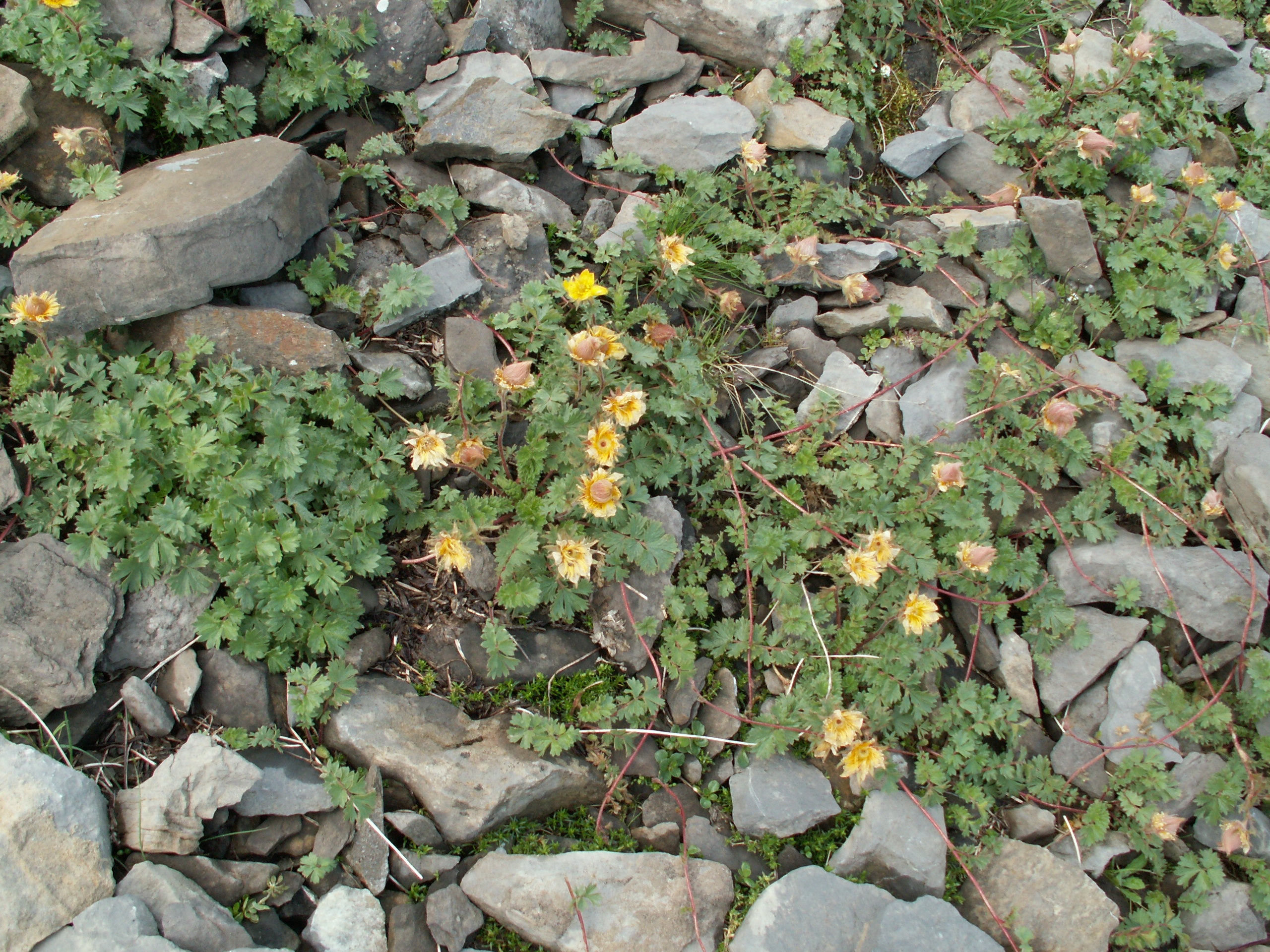
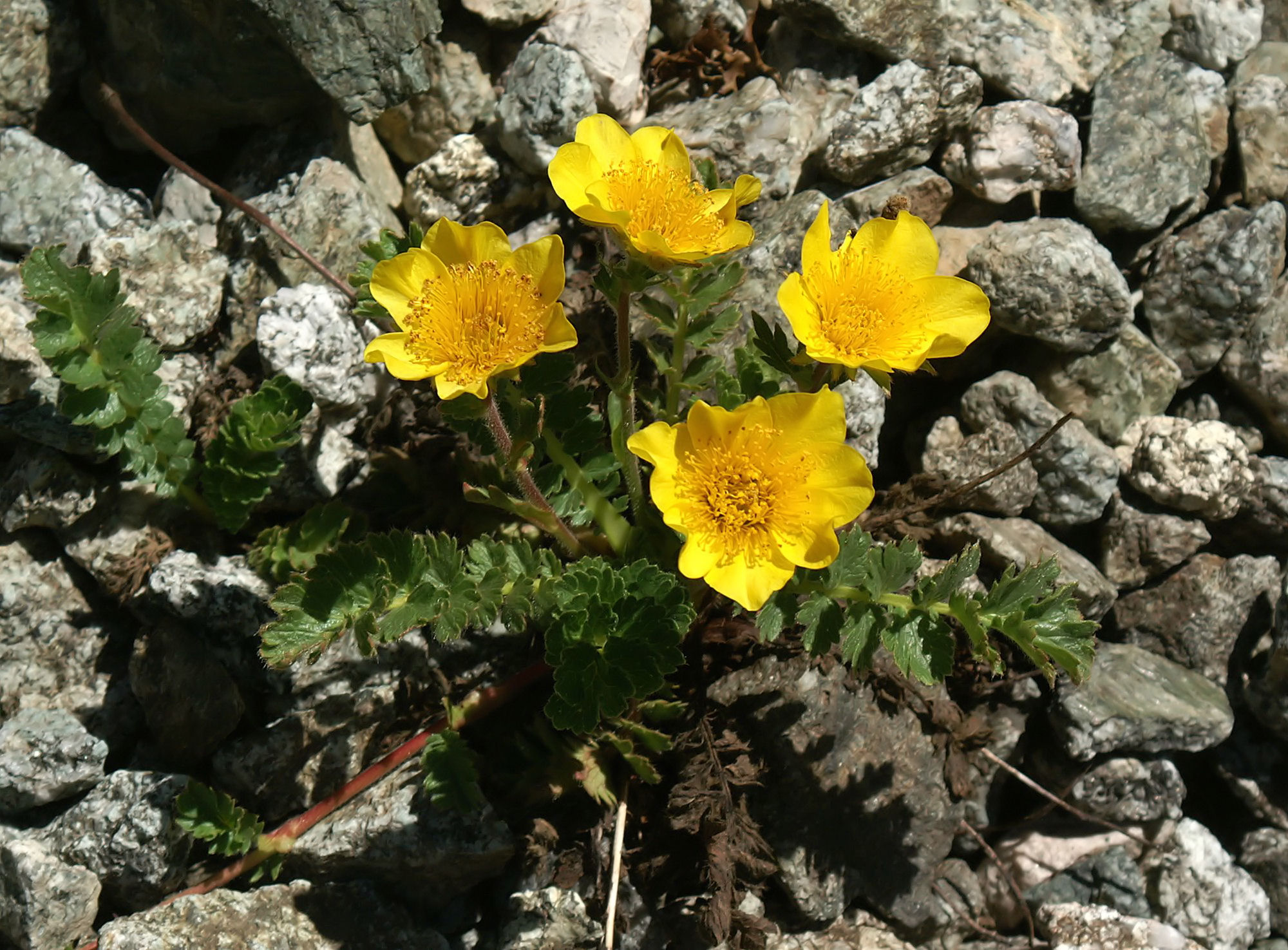